# Anders Hildemar Ohlsson

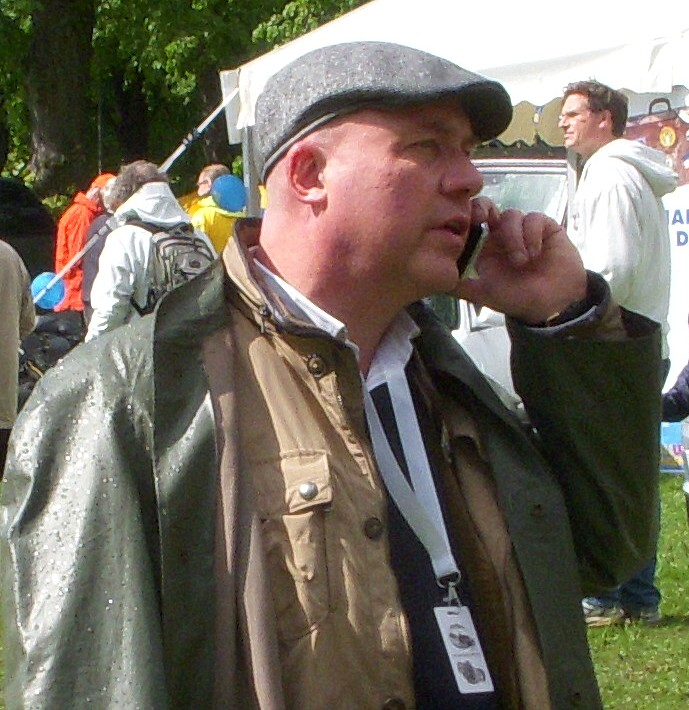
Anders Hildemar Olsson på Gärdesloppet 2011.

Anders Hildemar Ohlsson, född 8 augusti 1959 i Stockholms län. Programledare i SR Radio Stockholm sedan slutet av 1980-talet. I kanalen har han genom åren arbetat med program och inslag som God morgon Stockholm, Antiktoppen, Salong samtiden, Solsken och skval, Rimstugan och Rundradion (radioprogrammet). Under 2000-talet har han framförallt varit programledare och reporter för Magasin 4 och P4 plus. Ibland är han även programledare och kommentator i andra sammanhang som för Gärdesloppet 2011.